# الحقة (أمانة العاصمة)

تعديل مصدري - تعديل

الحقه هي إحدى قرى الجمهورية اليمنية. وهي تتبع جغرافيًا لمحافظة أمانة العاصمة. وإداريًا لمديرية ضواحي الأمانة همدان. يبلغ تعداد سكانها 3587 نسمة حسب الإحصاء الذي جرى عام 2004.